# EDP Sciences
Pour les articles homonymes, voir EDP.
EDP Sciences, Édition Diffusion Presse Sciences, est un éditeur scientifique spécialisé en STM (Science-Technique-Médical).
En juin 2019, les actionnaires du groupe annoncent sa cession à l'éditeur chinois CSPM.

## Histoire
EDP Sciences a été fondée en 1920 sous le nom de La Société du Journal de Physique et Le Radium pour reprendre la publication du Journal de Physique (1872), à l'occasion de sa fusion avec le journal Le Radium (créé en 1904). Parmi les fondateurs, se trouvent la Société française de physique et quelques savants et industriels de renommée :
- Antoine Béclère
- Louis Charles Breguet
- Louis de Broglie (Prix Nobel)
- Aimé Cotton
- Marie Curie (Prix Nobel)
- Paul Langevin
- Louis Lumière
- Jean Perrin

ainsi que des mécènes :
- Albert 1er, Prince de Monaco

La société actuelle a été immatriculée en 1978.
Elle est restée centrée sur l'édition des différentes sections du Journal de Physique jusque dans les années 1980, où une ouverture à d'autres domaines de la physique est entreprise, notamment vers l'astrophysique. De même, le début de la publication de livres date de cette époque.
En 1997, la société décide d'ouvrir l'entreprise aux autres communautés scientifiques, ce qui la conduit un an plus tard à changer sa dénomination Les Éditions de Physique en EDP Sciences pour Édition Diffusion Presse Sciences.

## Aujourd'hui
EDP Sciences est une propriété partagée entre la Société française de physique, la Société française de chimie, la Société de mathématiques appliquées et industrielles et la Société française d'optique.
Des partenariats avec de grands éditeurs européens comme IOP Publishing ou Springer ont également été développés. EDP Sciences offre aux auteurs et lecteurs une plateforme éditoriale spécialisée dont les choix et la qualité sont validés par des comités d'experts.
Aujourd'hui, EDP Sciences est un groupe recouvrant plusieurs entités :
- EDP Sciences, éditeur de référence pour les livres et les revues académiques ;
- EDP Santé, branche recouvrant des magazines professionnels de santé ;
- EDP Open, la plateforme des publications en open access.
- webofconferences.org, la plateforme en libre accès consacrée aux conférences scientifiques, techniques et médicales

## Thématiques
Depuis lors, la société couvre divers domaines scientifiques :
- Chimie
- Culture générale
- Mathématiques et Informatique
- Médecine et Dentisterie
- Physique, Astronomie et Astrophysique
- Sciences de la vie
- Matériaux, Sciences de l'ingénieur et technologies
- Sciences humaines et sociales.

## Données financières
En 2012 le chiffre d'affaires était de 10 478 000 € avec un effectif de 59 collaborateurs. Les bilans récents ne sont pas disponibles